# Lieftinckia isabellae
Lieftinckia isabellae – gatunek ważki z rodziny pióronogowatych (Platycnemididae). Endemit wyspy Santa Isabel w archipelagu Wysp Salomona.